# Kostas Manolas
Kostas Manolas (tiếng Hy Lạp: Κώστας Μανωλάς, sinh ngày 14 tháng 6 năm 1991) là một cầu thủ người Hy Lạp hiện chơi cho câu lạc bộ Salernitana và đội tuyển bóng đá quốc gia Hy Lạp ở vị trí trung vệ. Anh là cháu trai của cựu cầu thủ người Hy Lạp, Stelios Manolas.

## Sự nghiệp CLB

### AEK Athens
Manolas xuất hiện lần đầu khi chơi cho các câu lạc bộ nhỏ ở Hy Lạp, và trong năm 2009 anh gia nhập câu lạc bộ chuyên nghiệp của nước này là AEK Athens. Tại đây anh đã tích lũy kinh nghiệm với vai trò một hậu vệ. Đến năm 2012, anh rời lạc bộ để gia nhập một câu lạc bộ lớn hơn, Olympiakos.

### Olympiakos
Trong năm 2012 dưới màu áo câu lạc bộ mới của mình, anh đã thi đấu rất thành công. Trong mùa đầu tiên của mình với câu lạc bộ, anh đoạt giải vô địch quốc gia Hy Lạp trước khi giúp câu lạc bộ này bảo vệ chức vô địch ở mùa giải tiếp theo. Trong năm 2014, sau một mùa giải tuyệt vời với câu lạc bộ của mình, anh được dự đoán sẽ gia nhập A.S. Roma.

### AS Roma
Sau những tin đồn việc anh đã ở rất gần với Arsenal, nhưng Kostas Manolas cuối cùng cũng gia nhập AS Roma vào ngày 26 tháng 8 năm 2014 với giá khoảng 13 triệu euro. Tại đây anh có nhiệm vụ thay thế vai trò của Medhi Benatia, người đã chính thức gia nhập câu lạc bộ của Đức, Bayern Munich. Anh ghi bàn thắng đầu tiên của mình cho Roma vào ngày 26 tháng 9 năm 2015, khi đội bóng chỉ phải đối mặt với một đội bóng yếu hơn là Carpi, tại trận đấu này, anh cùng Roma đè bẹp đối thủ với tỉ số 5-
Napoli
Ở kì chuyển nhượng mùa hè 2019, Kostas Manolas đã dứt áo ra đi để tìm cho mình những thử thách mới. Điểm đến mà cựu cầu thủ Olympiakos lựa chọn lại chính là kình địch khác thành phố của AS Roma đó chính là Napoli. Mức phí mà 2 câu lạc bộ đã đàm phán được cho là rơi vào khoảng 36 triệu Euro. Manolas sẽ cống hiến cho Napoli 5 mùa.
Olympiakos
Vào ngày 16/12/2021, Kostas Manolas đã hoàn tất vụ chuyển nhượng từ Napoli tới Olympiakos với mức phí 2.5 triệu euro cộng với tiền thưởng.
Ở Napoli, Manolas không thực sự để lại dấu ấn so với Kalidou Koulibaly cộng với chấn thương liên tục. Anh cũng bày tỏ ý định muốn gia nhập Olympiakos với lý do gia đình.
Sự nghiệp quốc tế
Cựu HLV đội tuyển Hy Lạp, ông Otto Rehhagel đã gọi Manolas vào danh sách triệu tập sơ bộ của đội tuyển Hy Lạp cho World Cup 2010. Mặc dù sau đó anh không có tên trong danh sách 23 người cuối cùng tham dự. Manolas đã phải chờ đợi khoảng ba năm nữa để ra mắt đội tuyển quốc gia trong trận đấu với Thụy Sĩ tại một trận giao hữu. Việc giúp Hy Lạp đứng đầu bảng tại vòng loại World Cup 2014 khu vực Châu Âu, và trải qua mùa giải 2013-14 với Olympiakos cực kì thành công đã giúp anh giành được vị trí trong danh sách đội hình 23 người cuối cùng của Fernando Santos đến Brasil năm 2014. Tại giải vô địch thế giới 1 năm sau đó, anh cùng tuyển Hy Lạp tiến vào vòng 1/16 trước khi thua Costa Rica trong loạt sút luân lưu.

## Đời tư
Tháng 3 năm 2016, Manolas tiết lộ rằng anh là một fan hâm mộ của Olympiakos trong nhiều năm.

## Thống kê
Tính đến ngày 31 tháng 8 năm 2019
| CLB          | Mùa       | VĐQG    | VĐQG      | Cúp     | Cúp       | Các giải khác | Các giải khác | Tổng cộng | Tổng cộng |
| CLB          | Mùa       | Số trận | Bàn thắng | Số trận | Bàn thắng | Số trận       | Bàn thắng     | Số trận   | Bàn thắng |
| ------------ | --------- | ------- | --------- | ------- | --------- | ------------- | ------------- | --------- | --------- |
| Thrasyvoulos | 2008–09   | 6       | 0         | —       | —         | —             | —             | 6         | 0         |
| Thrasyvoulos | Tổng cộng | 6       | 0         | 0       | 0         | 0             | 0             | 6         | 0         |
| AEK          | 2009-10   | 10      | 1         | 1       | 0         | —             | —             | 11        | 1         |
| AEK          | 2010–11   | 27      | 1         | 3       | 1         | 6             | 1             | 36        | 3         |
| AEK          | 2011–12   | 29      | 1         | 2       | 0         | 7             | 1             | 38        | 2         |
| AEK          | Tổng cộng | 66      | 3         | 6       | 1         | 13            | 2             | 85        | 6         |
| Olympiacos   | 2012–13   | 24      | 1         | 6       | 0         | 7             | 0             | 37        | 1         |
| Olympiacos   | 2013–14   | 25      | 3         | 4       | 0         | 7             | 2             | 36        | 5         |
| Olympiacos   | Tổng cộng | 49      | 4         | 10      | 0         | 14            | 2             | 73        | 6         |
| Roma         | 2014–15   | 30      | 0         | 1       | 0         | 10            | 0             | 41        | 0         |
| Roma         | 2015–16   | 37      | 2         | —       | —         | 8             | 0             | 45        | 2         |
| Roma         | 2016–17   | 33      | 1         | 3       | 0         | 9             | 0             | 45        | 1         |
| Roma         | 2017–18   | 29      | 2         | 0       | 0         | 11            | 2             | 40        | 4         |
| Roma         | 2018–19   | 27      | 1         | 1       | 0         | 7             | 1             | 35        | 2         |
| Roma         | Tổng cộng | 156     | 6         | 5       | 0         | 45            | 3             | 206       | 9         |
| Napoli       | 2019–20   | 2       | 1         | 0       | 0         | 0             | 0             | 2         | 1         |
| Tổng cộng    | Tổng cộng | 279     | 13        | 22      | 1         | 72            | 7             | 372       | 21        |

#### Bàn thắng quốc tế
Bàn thắng và kết quả của Hy Lạp được để trước.
| # | Ngày                | Địa điểm                          | Đối thủ | Bàn thắng | Kết quả | Giải đấu                    |
| - | ------------------- | --------------------------------- | ------- | --------- | ------- | --------------------------- |
| 1 | 11 tháng 9 năm 2018 | Groupama Arena, Budapest, Hungary | Hungary | 1–1       | 1–2     | UEFA Nations League 2018–19 |

## Danh hiệu
AEK Athens
- Cúp quốc gia Hy Lạp (1): 2010-11

Olympiakos
- Giải vô địch quốc gia Hy Lạp (2): 2012-13, 2013-14
- Cúp quốc gia Hy Lạp (1): 2012-13